# Eumorpholaimus paracylindricaudatus
Eumorpholaimus paracylindricaudatus är en rundmaskart. Eumorpholaimus paracylindricaudatus ingår i släktet Eumorpholaimus, och familjen Linhomoeidae. Arten är reproducerande i Sverige.